# Кейп-Код (затока)
Кейп-Код — велика, добре захищена затока на північно-східному узбережжі США, яка омиває узбережжя штату Массачусетс. Затока Кейп-Код є найпівденнішою частиною затоки Мен, з'єднується з Атлантичним океаном.

## Географія

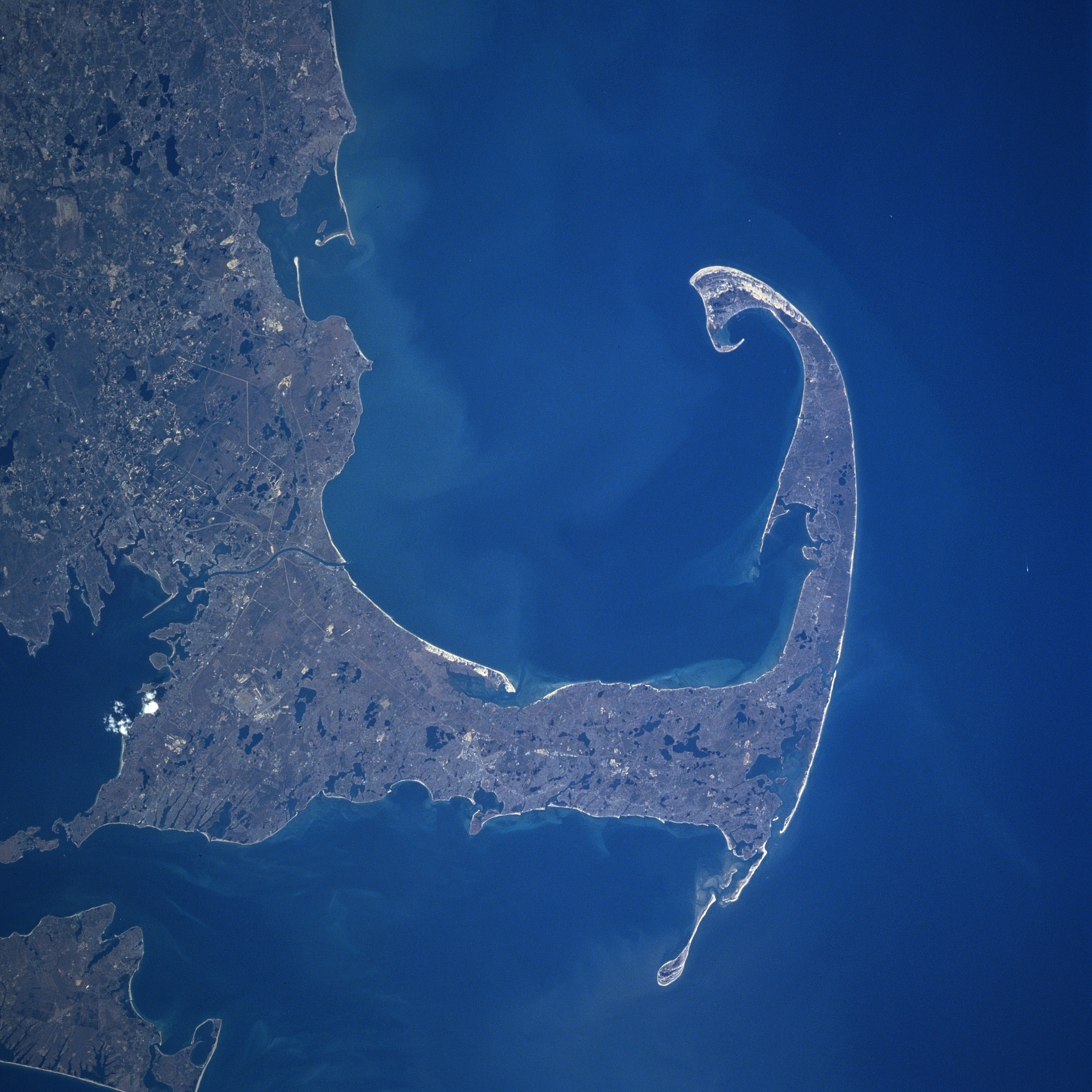
Вид на затоку Кейп-Код із космосу; праворуч — мис Кейп-Код

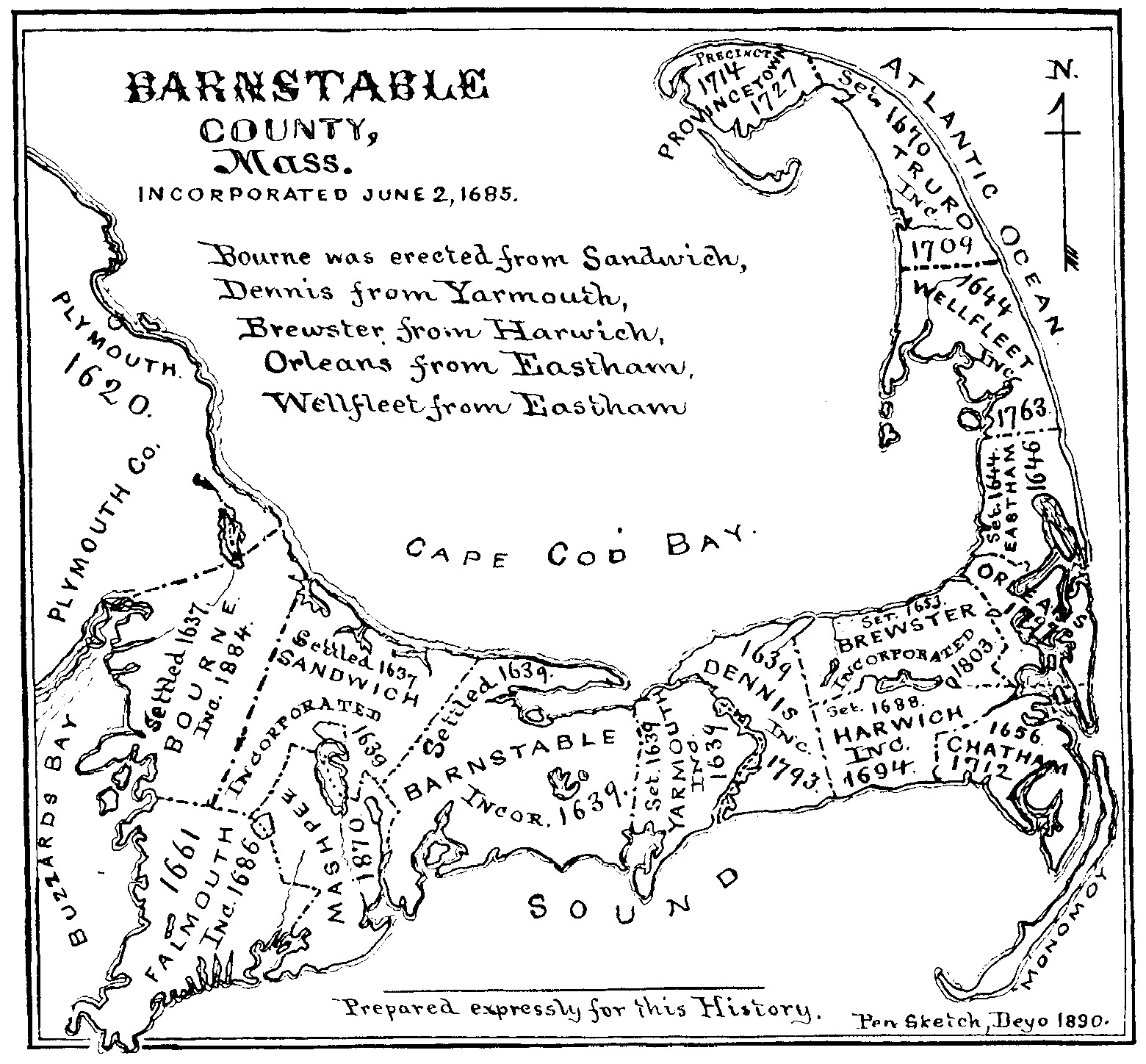
Карта округу Барнстебл (Barnstable County) 1890 із зазначенням затоки Кейп-Код

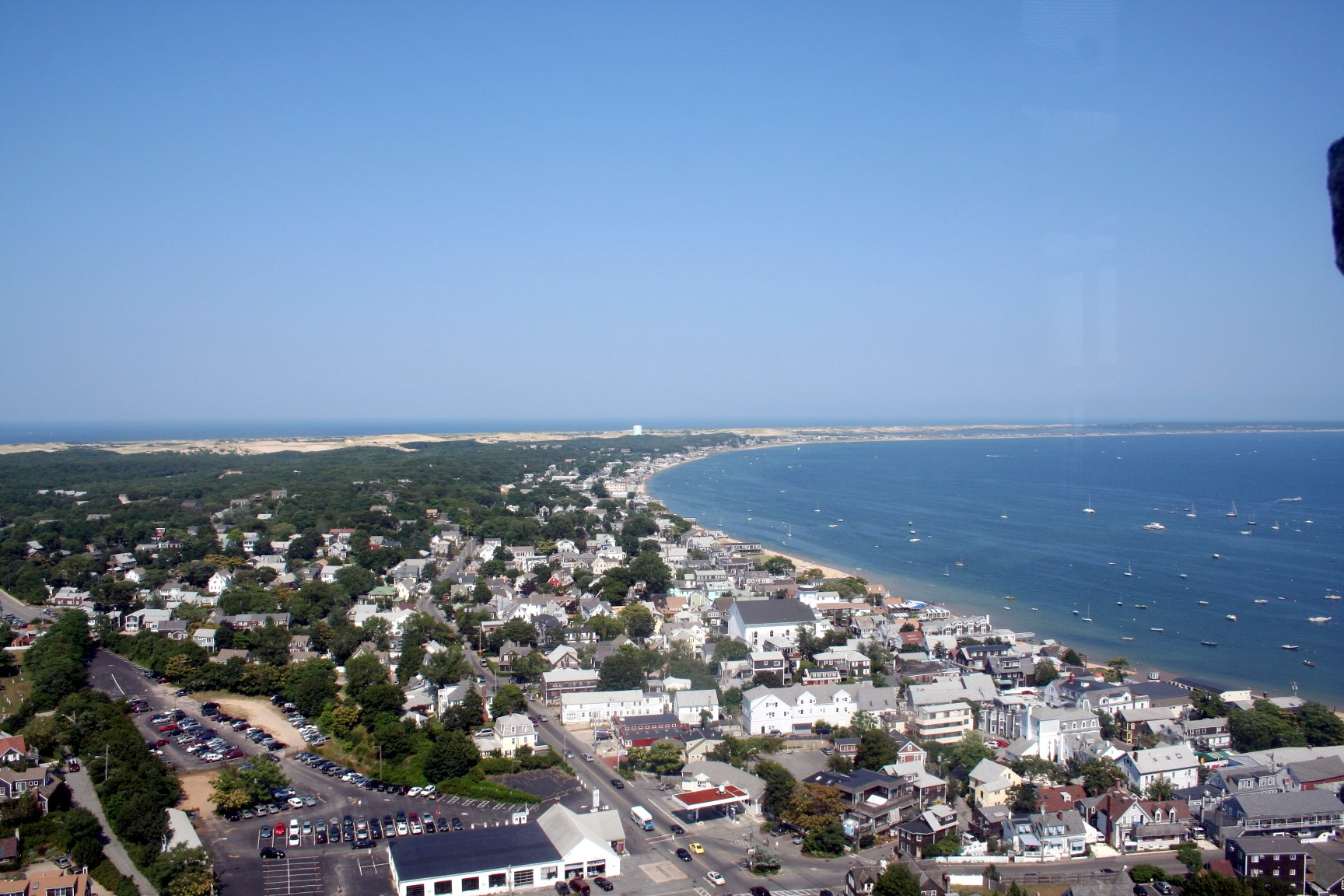
Вид на Провінстаун і затоку Кейп-Код (праворуч) з Пілігримського монументу

Затока Кейп-Код обмежена зі сходу і півдня зігнутим контуром мису Кейп-Код (округ Барнстебел, Массачусетс), у самої північної точки якого з боку затоки знаходиться місто Провінстаун і однойменна бухта. Із західного боку знаходиться берег округу Плімут, включаючи саме місто Плімут. З півночі знаходиться затока Массачусетс, яка виходить у відкритий океан. Обидві затоки (і Кейп-Код, і Массачусетс) складають південну частину затоки Мен.
У своєї основи мис Кейп-Код відділений від континентальної частини каналом Кейп-Код довжиною 28 км, який з'єднує затоку Кейп-Код з затокою Баззардс (Buzzards Bay). Цей канал скорочує морський шлях з Бостона в Нью-Йорк на 120 км.

## Історія
Ймовірно першою європейською експедицією, яка відкрила півострів Кейп-Код, була французька експедиція під керівництвом італійського мореплавця Джованні да Верраццано (Giovanni da Verrazzano) в 1524 році. Назва Кейп-Код («мис тріски») було дано півострову англійським дослідником Бартоломью Госнольдом (Bartholomew Gosnold) в 1602 році. Від цього і пішла назва затоки.
У листопаді 1620 року в бухті мису Кейп-Код (там, де зараз знаходиться Провінстаун) провели п'ять тижнів батьки-пілігрими, які припливли з Англії на кораблі «Мейфлавер». У день прибуття на Кейп-Код вони прийняли «Мейфлаверську угоду» (англ. Mayflower Compact), що стало одним з перших символів незалежного укладу життя колоністів. Після цього вони перетнули затоку Кейп-Код і прибули до місця розташування Плімутської колонії на західній стороні затоки — туди, де зараз знаходиться Плімут.